# Budva
Budva (no alfabeto cirílico: Будва; em latim: Budua) é uma cidade costeira do Montenegro, capital do município de Budva. Segundo o censo realizado em 2011 contava com cerca de 18000 habitantes (na cidade) e 19218 em todo o município. É a sexta maior cidade do Montenegro, em número de habitantes. A área costeira junto a Budva, (Budvanska rivijera), é um centro turístico famoso pelas suas praias de areia, vida noturna e belos exemplos de arquitetura mediterrânica.

## História

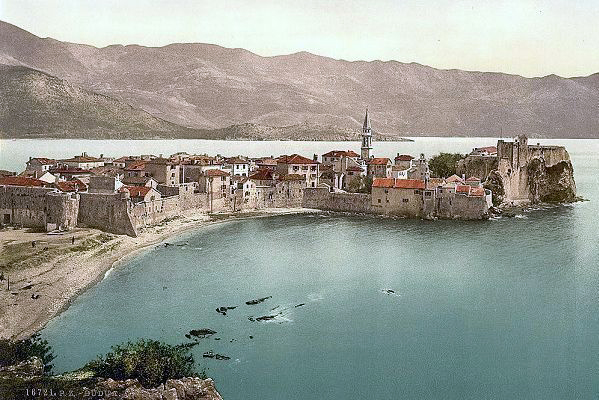
Postal de Budva de inícios do século XX

Há muitos vestígios arqueológicos que colocam Budva entre os locais habitados mais antigos do litoral adriático, e muitos testemunhos escritos fornecem factos históricos que datam do século V a.C. Uma lenda conta que Budva foi fundada pelo fenício Cadmo, herói exilado de Tebas que encontrou neste lugar um refúgio para si e para a sua mulher Harmonia.
Grécia e Roma também deixaram a sua marca. Após a queda do Império Romano e a sua divisão em Império Romano do Oriente e Império Romano do Ocidente, a barreira defensiva que separava os dois impérios percorreu esta área, deixando, portanto, um impacto importante sobre a história da cidade. Na Idade Média, reinaram em Budva uma série de reis dócleos, aristocratas do Principado de Zeta e venezianos.
Estes últimos dominaram a cidade durante mais de 300 anos. Nos séculos seguintes, a cidade foi sucessivamente ficando sob o domínio da Áustria, da França e da Rússia. A união de Boka Kotorska, Budva e Montenegro durou apenas um curto período (1813-1814), mas a partir de 1814-1819 Budva permaneceu sob o domínio da Áustria-Hungria. Após o declínio desta, em 1918, Budva foi integrada no reino da Jugoslávia.

A Segunda Guerra Mundial ceifou muitas vidas de pessoas na região, na luta contra os conquistadores nazis. Budva foi finalmente libertada do domínio alemão em 22 de novembro de 1944. Em 15 de abril de 1979, Budva foi praticamente destruída por um sismo. Quase toda a cidade velha foi devastada, mas atualmente há poucos vestígios do desastre, pois quase todos os prédios foram restaurados.

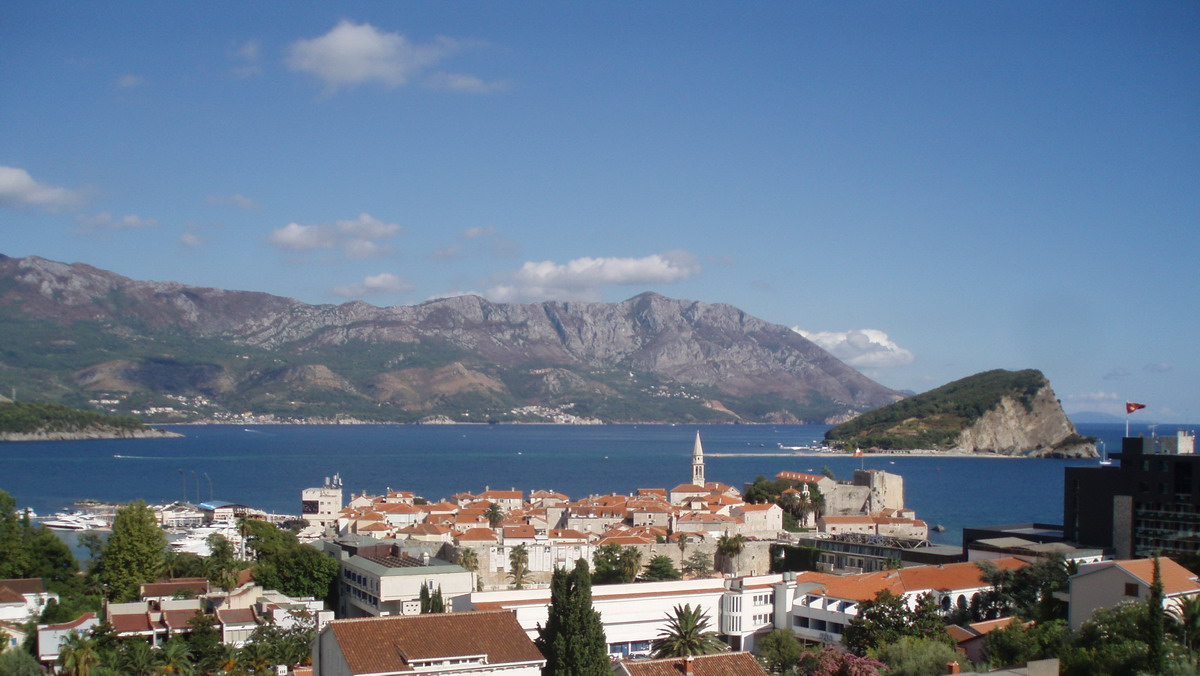
Vista de Budva, a baía e a ilha Sveti Nikola

## Demografia
- População:
  - 3 de março de 1981 - 4.684
  - 3 de março de 1991 - 7.178
  - 1 de novembro de 2003 - 10.918

- Grupos étnicos (censo de 2003):
  - Montenegrinos (45.33%)
  - Sérvios (40.87%)
  - Muçulmanos por nacionalidade (1.28%)
  - Croatas (1.12%)

## Turismo
Budva é a capital do turismo montenegrino. Com mais de 250 mil visitantes no verão de 2005, o que significava 1,6 milhões de dormidas, é o destino mais popular do país. São grandes atrações o mar e os 11,3 km de praias de areia, ou o seu vasto património cultural e bela arquitetura. Budva atrai mais e mais turistas estrangeiros a cada ano.
A cidade é muito dependente de sua vida noturna, levando centenas de jovens a percorrer durante a noite todos os clubes disponíveis. Na rua principal de Budva, muitos locais oferecem diversão da mais variada natureza, incluindo pequenos cafés, restaurantes, lojas e casas noturnas.
A praia mais famosa é Mogren Budva, situada entre vários penhascos grandes, em locais acessíveis por caminhos a partir da cidade velha. Outras praias locais são Ričardova glava, Pizana, Slovenska e Guvance. Muitas outras praias são localizadas fora de Budva, em pequenas aldeias perto como Becici, Jaz, Trsteno, Maestral, Miločer, Sveti Stefan , Pržno e Kamenovo.
Budva é chamada "multicolorida" porque a maior parte dos edifícios têm uma ampla variedade de cores. 
A ilha Sveti Nikola também é um polo de atração.